# Розафа

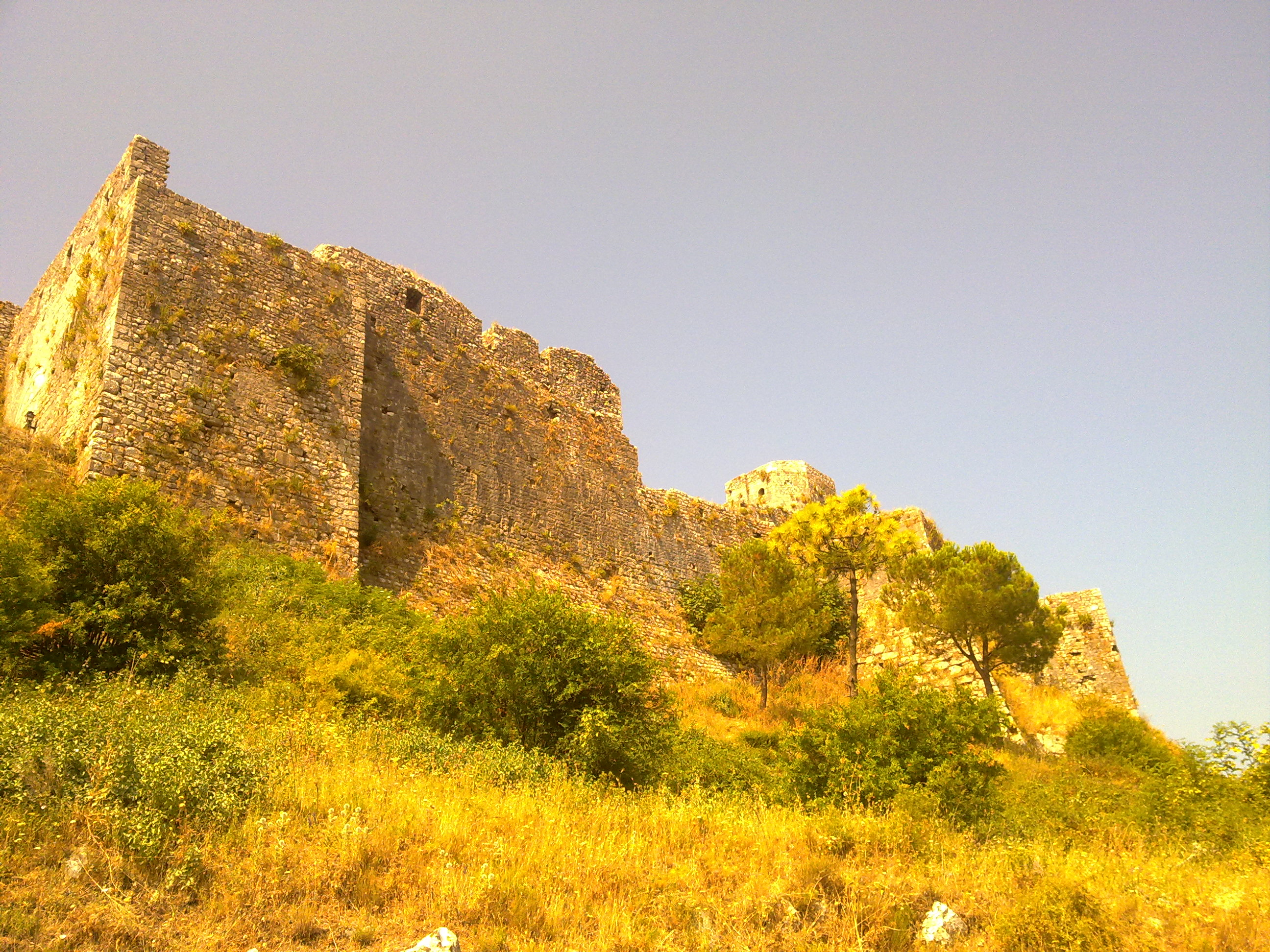
Загальний вигляд

Фортеця Розафа (алб. Kalaja e Rozafës) — руїни фортеці в Албанії поблизу міста Шкодер.
Албанські вчені вважають, що місто Шкодер виникло у VI—V століттях до нашої ери. У III столітті до нашої ери іллірійці тут заклали потужну фортецю.

## Етимологія назви
Легендарні пояснення
Старовинний шкодерський переказ свідчить: три брати ніяк не могли звести місцеву фортецю — вона весь час обрушувалася. І тоді вирішили принести жертву небесам і кров'ю укріпити стіни. Було вирішено, що треба замурувати дружину молодшого брата — прекрасну Розафу. Він довго не міг їй цього сказати. Але одного разу йому довелося, і вона мужньо прийняла це, сказавши: «замуруй мене так, щоб я могла годувати свою дитину». Вона була живцем замурована у підставі фортеці разом зі своїм сином. На честь неї і названа фортеця Шкодер. Схожі легенди розповідають туристам про багато замків та фортець Європи.
Наукові пояснення
1. Відомий український фахівець з топоніміки Костянтин Тищенко вважає назву фортеці реплікою столиці арабського Халіфату часів халіфа Гішама (724—743 р.р.) За його висновком зі Шкодеру починався Моравський шлях через землі балканських народів до слов'ян і далі — до фіно-угорських територій.
2. Зважаючи на значне поширення співзвучних топонімів (Росава в Україні, Russafa та al-Rusafa в Іспанії та в ін. країнах) від Іспанії на заході Європи до уральського передгір'я на сході, а також враховуючи розповсюдженість топоніму на Близькому та Середньому Сході, його походження ведуть від аккадського слова Rasaappa — «будинок губернатора», що може означати загальну назву поселення з адміністративними функціями. Широке розповсюдження топоніму на території Європи пов'язують з арабським впливом у VIII ст. н. е.

## Музей
Всередині фортеці збереглося кілька будівель і руїн будівель, наприклад: в одній з казарм у даний час знаходиться невеликий музей, присвячений історії фортеці. У музеї можна побачити безліч стародавніх іллірійських монет, залишки їх стародавньої культури, а також безліч предметів і картин, пов'язаних з часами захоплення Балкан турками і безліч бюстів Скандербега й інших місцевих героїв.

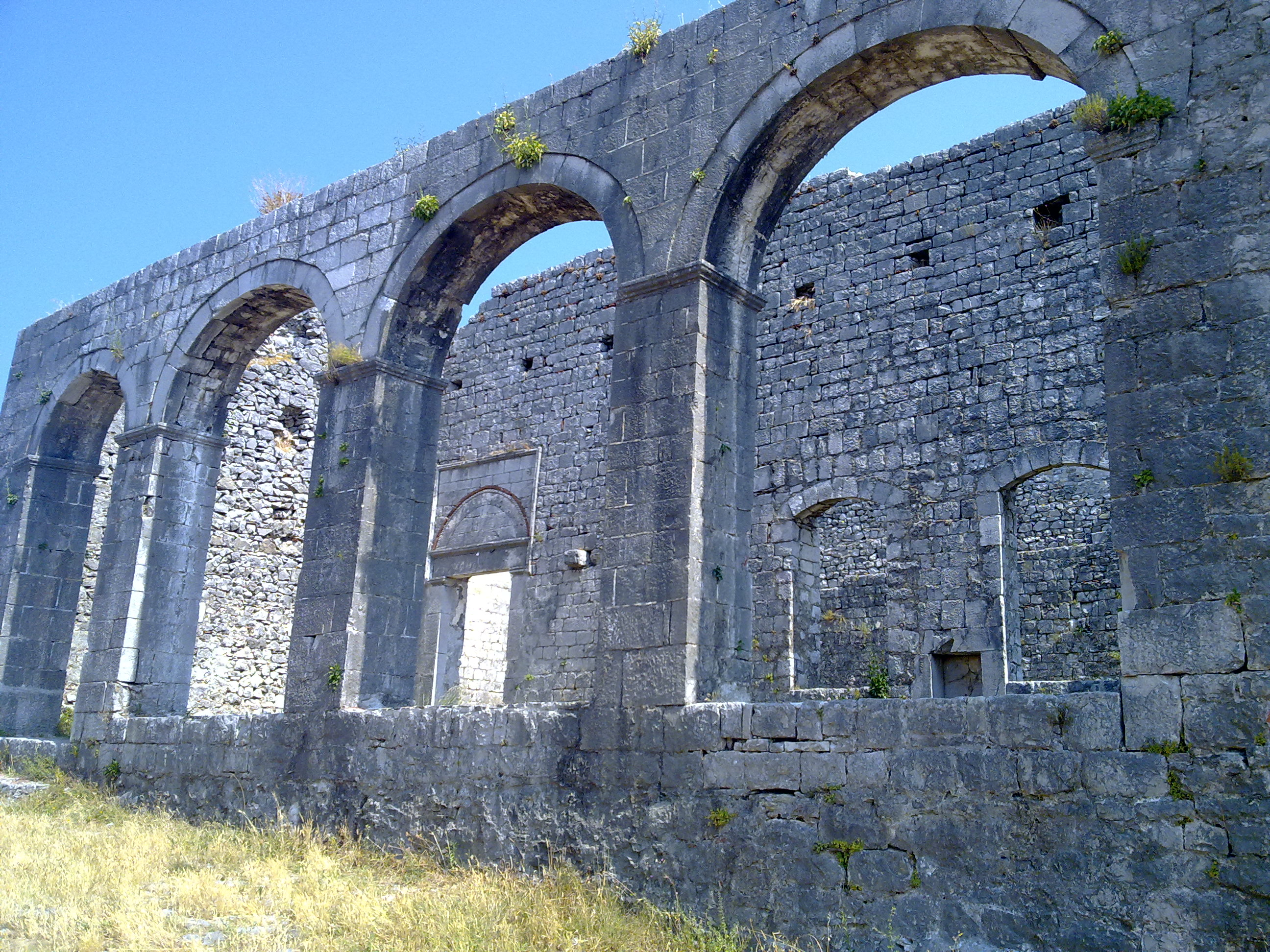
Руїни церкви-мечеті Фатіха
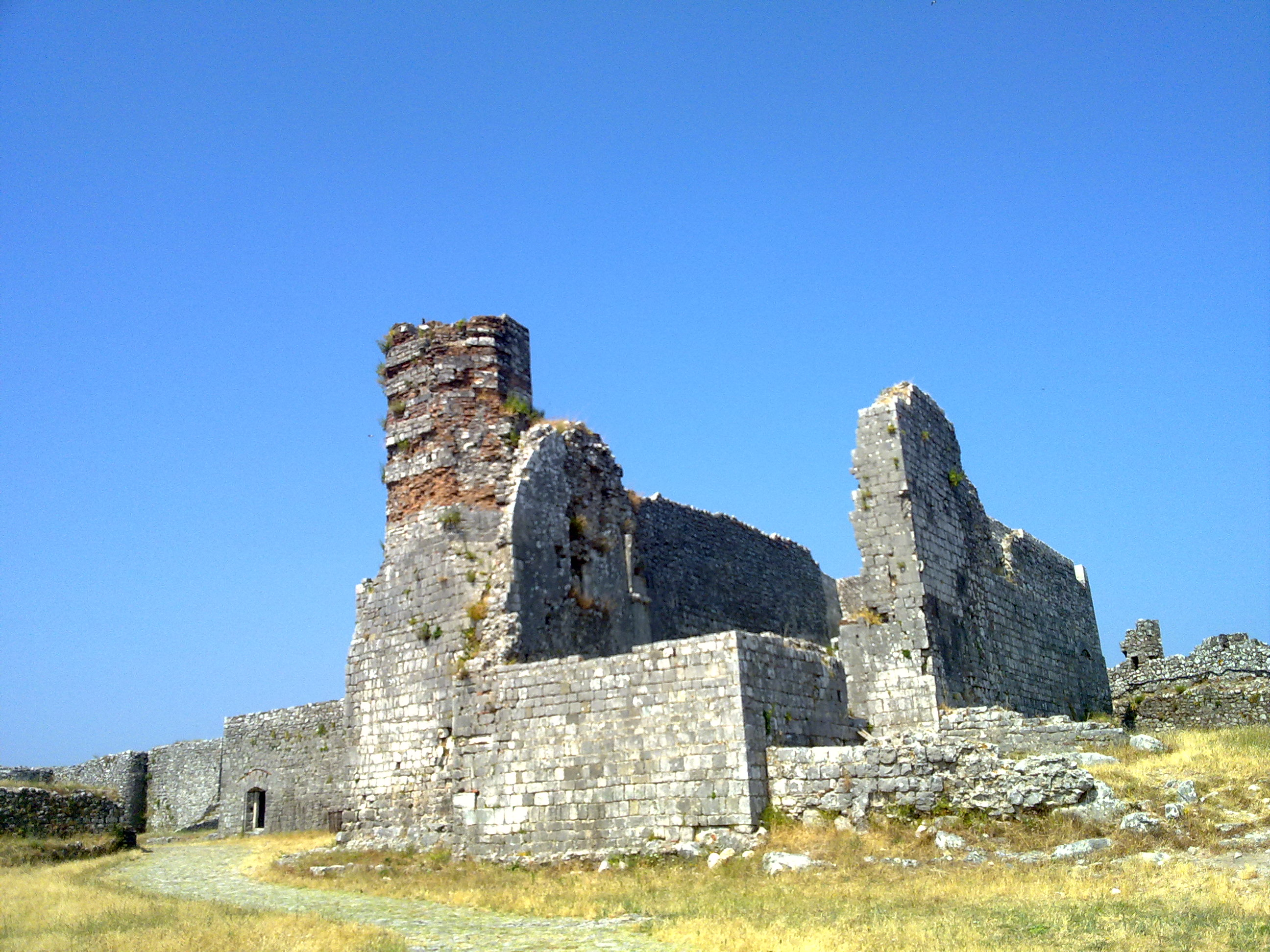
Руїни церкви-мечеті Фатіха
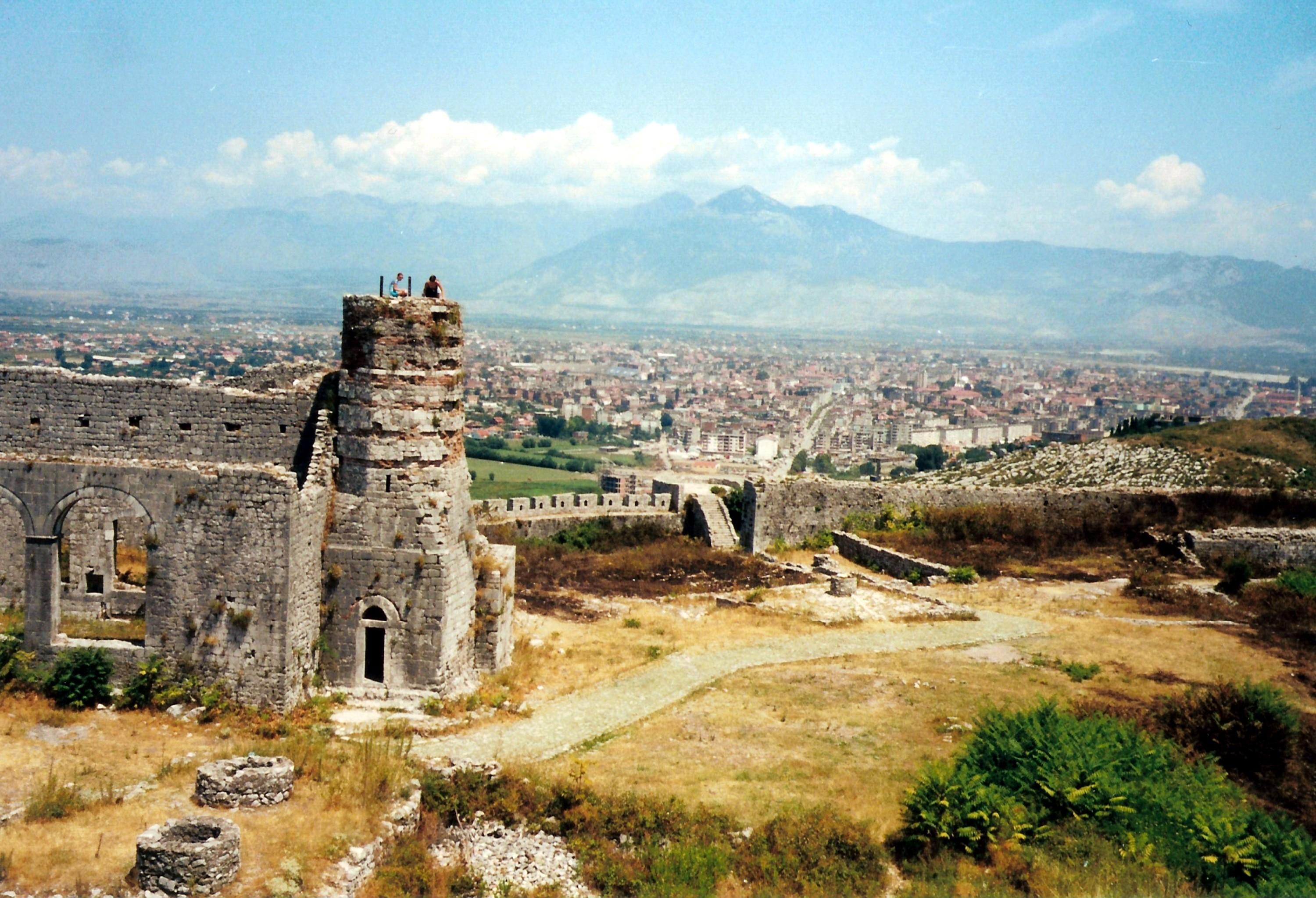
Руїни церкви-мечеті Фатіха
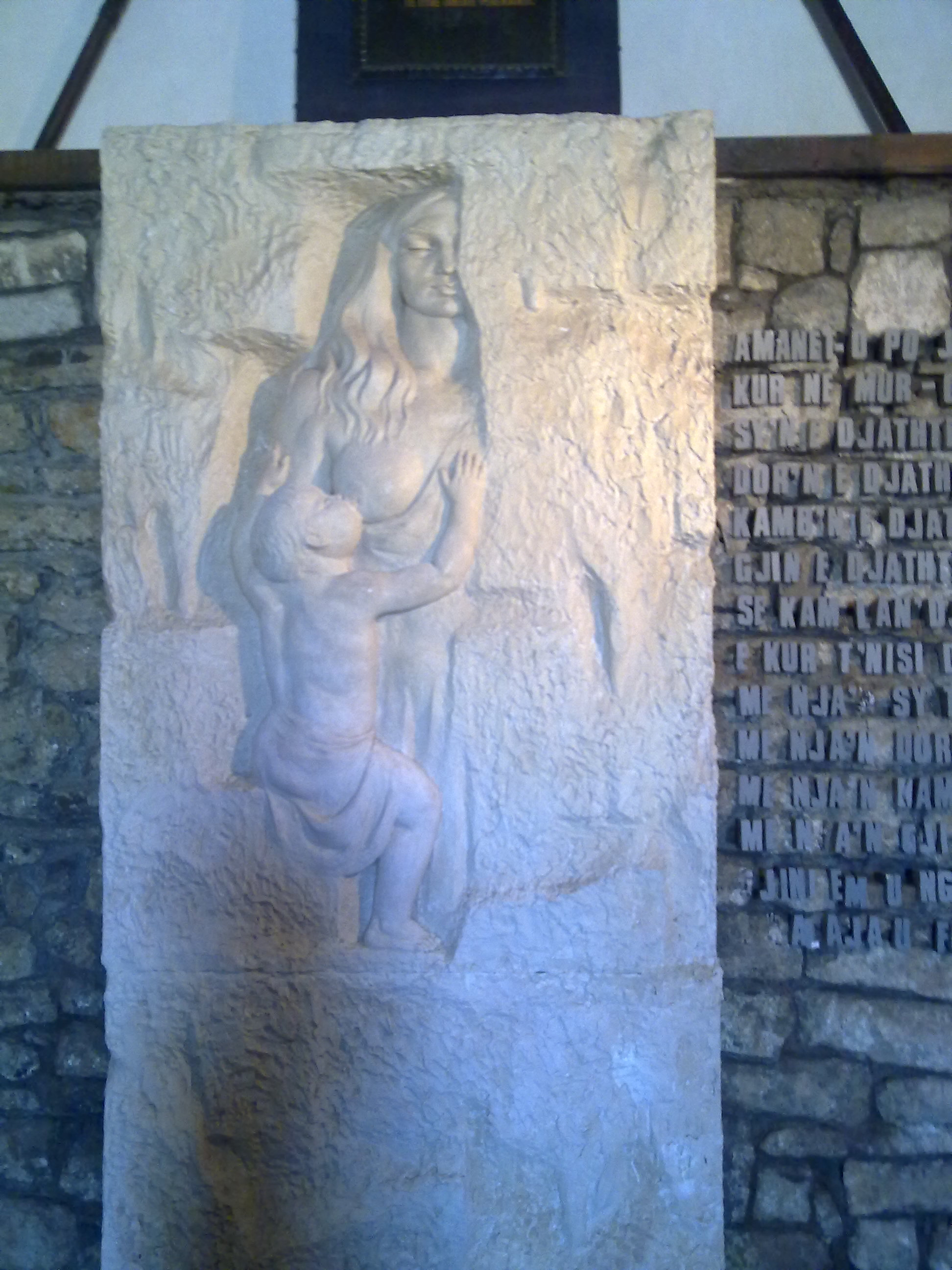
Розафа і її дитина. Пам'ятник у Шкодерській фортеці

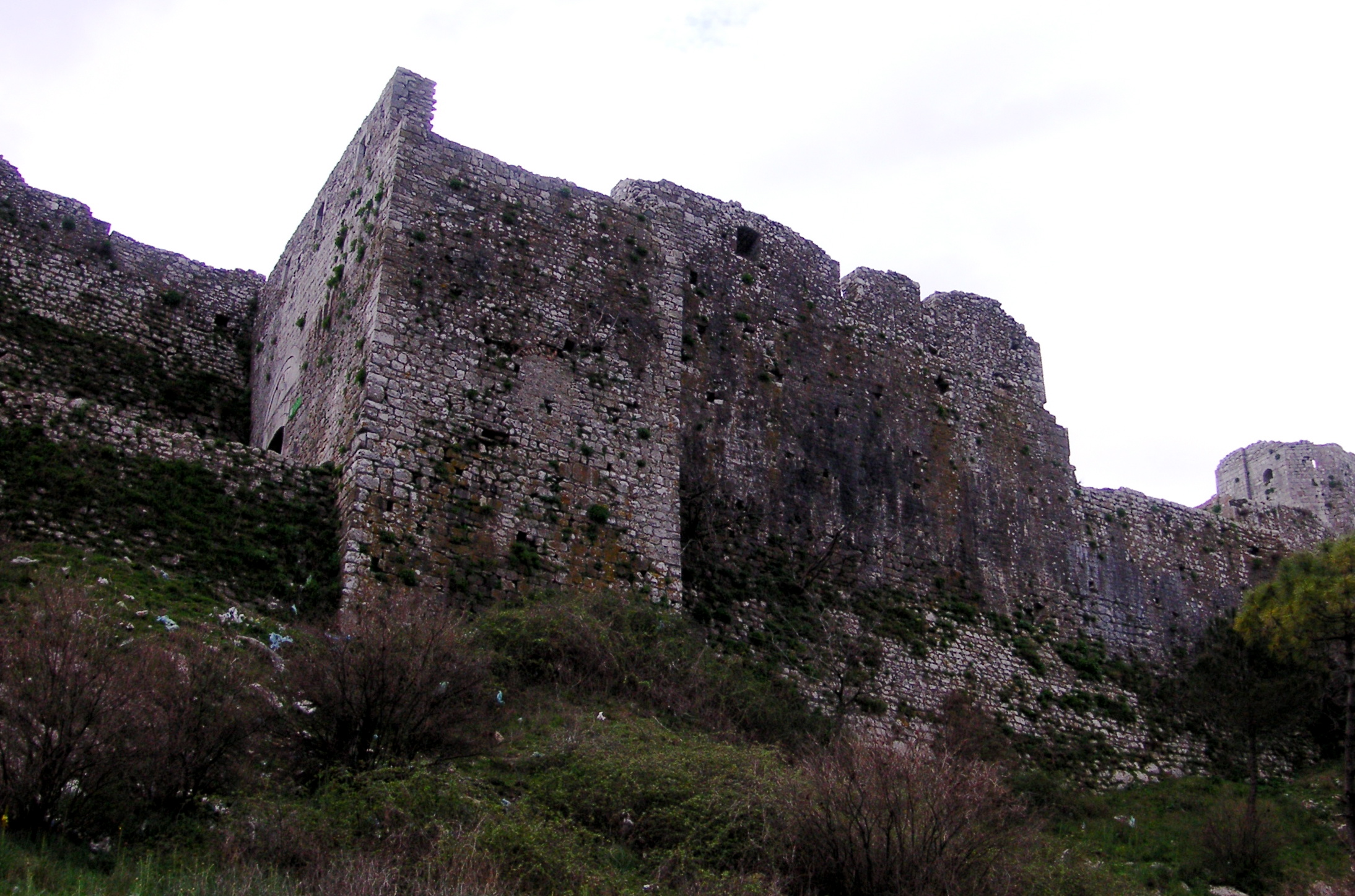
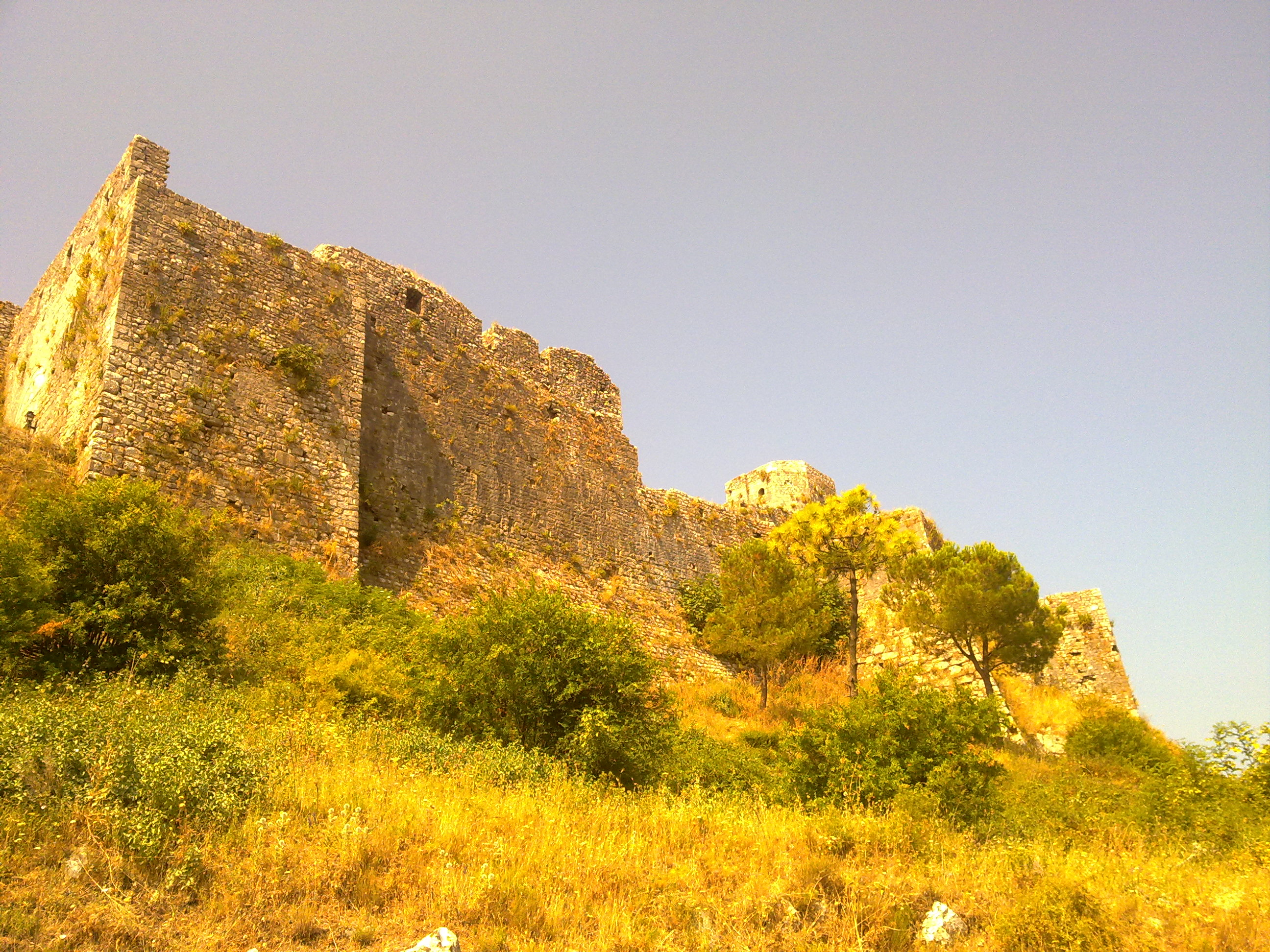